# Replikering
Replikering er den proces, hvorved man fremstiller kopier af en dvd-master.
Videobånd kopieres, men dvd-skiver replikeres.
| Sprog | Spire Denne artikel om sprog er en spire som bør udbygges. Du er velkommen til at hjælpe Wikipedia ved at udvide den. |